# Newton (Kansas)
Newton település az Amerikai Egyesült Államok Kansas államában, Harvey megyében, melynek megyeszékhelye is. Lakosainak száma 18 602 fő (2020. április 1.).

## Népesség
A település népességének változása:

| 2010 | 19 132 |
| 2020 | 18 602 |